# Xã Stonefort, Quận Saline, Illinois
Xã Stonefort (tiếng Anh: Stonefort Township) là một xã thuộc quận Saline, tiểu bang Illinois, Hoa Kỳ. Năm 2010, dân số của xã này là 408 người.